# DebConf
Debconf is een jaarlijks wederkerende conferentie voor Debian-softwareontwikkelaars.
De volledige Debian-conferentie bestaat uit 3 delen:
- Debcamp, een week voordat Debconf aanvangt kunnen ontwikkelteams al op locatie aanvangen;
- Debday, is een open dag en tevens de aftrap voor Debconf;
- Debconf, de eigenlijke conferentie bestaande uit gesprekken voor ontwikkelaars en gebruikers. Debconf duurt een week.

## Locaties
| Conferentie | Jaar | Periode                   | Locatie                           |
| ----------- | ---- | ------------------------- | --------------------------------- |
| DebConf0    | 2000 | 5 juli-9 juli             | Bordeaux, Frankrijk               |
| DebConf1    | 2001 | 2 juli-5 juli             | Bordeaux, Frankrijk               |
| DebConf2    | 2002 | 5 juli-7 juli             | Toronto, Canada                   |
| DebConf3    | 2003 | 18 juli-20 juli           | Oslo, Noorwegen                   |
| DebConf4    | 2004 | 26 mei-2 juni             | Porto Alegre, Brazilië            |
| DebConf5    | 2005 | 10 juli-17 juli           | Helsinki, Finland                 |
| DebConf6    | 2006 | 14 mei-22 mei             | Oaxtepec, Mexico                  |
| DebConf7    | 2007 | 17 juni-23 juni           | Edinburgh, Schotland              |
| DebConf8    | 2008 | 2 augustus-17 augustus    | Mar del Plata, Argentinië         |
| DebConf9    | 2009 | 23 juli-30 juli           | Cáceres, Spanje                   |
| DebConf10   | 2010 | 1 augustus-7 augustus     | New York, Verenigde Staten        |
| DebConf11   | 2011 | 24 juli - 30 juli         | Banja Luka, Bosnië en Herzegovina |
| DebConf12   | 2012 | 8 juli - 14 juli          | Managua, Nicaragua                |
| DebConf13   | 2013 | 11 augustus - 18 augustus | Le Camp, Vaumarcus, Zwitserland   |
| DebConf14   | 2014 | 23 augustus - 31 augustus | Portland, Verenigde Staten        |
| DebConf15   | 2015 | 15 augustus - 22 augustus | Heidelberg, Duitsland             |
| DebConf16   | 2016 |                           | Kaapstad, Zuid-Afrika             |

## Miniconf
Naast het gebruikelijke DebConf is er ook kleiner jaarlijks evenement onder de naam Miniconf. Deze conferentie wordt gelijktijdig gehouden met de jaarlijkse Australian Linux Conference.
| Conferentie                                       | Jaar | Periode               | Locatie                |
| ------------------------------------------------- | ---- | --------------------- | ---------------------- |
| Debian GNU/Linux: Australian Mini-Conference 2002 | 2002 | 4 februari-5 februari | Brisbane, Australië    |
| Debian Miniconf2                                  | 2003 | 20 januari-21 januari | Perth, Australië       |
| Debian Miniconf3                                  | 2004 | 12 januari-13 januari | Adelaide, Australië    |
| Debian Miniconf4                                  | 2005 | 18 januari-19 januari | Canberra, Australië    |
| Debian Miniconf5                                  | 2006 | 23 januari-24 januari | Dunedin, Nieuw-Zeeland |
| Debian++ Miniconf6                                | 2007 | 15 januari-16 januari | Sydney, Australië      |
| Debian Miniconf7                                  | 2008 | 28 januari-29 januari | Melbourne, Australië   |